# Ethan (Dakota du Sud)
Pour les articles homonymes, voir Ethan.
Ethan est une municipalité américaine située dans le comté de Davison, dans l'État du Dakota du Sud. Selon le recensement de 2010, elle compte 331 habitants. La municipalité s'étend sur 0,25 milles carrés (0,65 km2).
Fondée en 1883, la ville est nommée en l'honneur du révolutionnaire Ethan Allen. Le Milwaukee Railroad atteint Ethan en 1886.

## Démographie
| 1910 | 1920 | 1930 | 1940 | 1950 | 1960 |
| ---- | ---- | ---- | ---- | ---- | ---- |
| 312  | 416  | 369  | 324  | 319  | 297  |

| 1970 | 1980 | 1990 | 2000 | 2010 | - |
| ---- | ---- | ---- | ---- | ---- | - |
| 309  | 351  | 312  | 330  | 331  | - |